# Gerardo Esquivel (futbolista)
Gerardo Esquivel Butrón (Ciudad de México, México; 13 de enero de 1966) es un futbolista mexicano retirado que se desempeñaba como mediocampista.

## Trayectoria
Su primer equipo fue el Club Necaxa , pasó doce años en el club, incluyendo su período de gran éxito a mediados de la década de 1990. Normalmente, un volante de contención, también tenía la versatilidad para jugar en la línea defensiva. Su trabajo liberado junto a Álex Aguinaga y Alberto García Aspe para llevar a cabo las maniobras ofensivas en el centro del campo. Esquivel ganó tres campeonatos con Necaxa, en 1995, 1996, y la temporada de Invierno 98, durante su etapa en el Necaxa. Jugó su última temporada en el máximo circuito con Puebla.
.

## Clubes
| Club                | País                | Año         | Partidos | Goles | Media |
| ------------------- | ------------------- | ----------- | -------- | ----- | ----- |
| Club Necaxa         | México              | 1986 - 1999 | 369      | 9     | 0.02  |
| Puebla Fútbol Club  | México              | 1999 - 2000 | 4        | 0     | 0     |
| Total en su carrera | Total en su carrera | 1986 - 2000 | 373      | 9     | 0.02  |

## Selección nacional
cuatro veces internacional con la selección mexicana entre 1988 y 1995, disputó la Copa América 1995 y la Copa FIFA Confederaciones 1995. Hizo su debut en un partido amistoso contra El Salvador el 29 de marzo de 1988, un fuerte 8-0 victoria para México.No volvió a la selección nacional desde hace siete años, cuando ganó el título en el Necaxa. Su último partido llegó en una derrota por 4-0 a Estados Unidos el 18 de junio de 1995 en la Copa USA. en el RFK Stadium en Washington.

### Participaciones en fases finales
| Competición                            | Categoría | Sede            | Resultado        | Partidos |
| -------------------------------------- | --------- | --------------- | ---------------- | -------- |
| Copa Mundial de Fútbol Juvenil de 1985 | Sub-20    | Unión Soviética | Cuartos de final | 5        |
| Copa América 1995                      | Absoluta  | Uruguay         | Cuartos de final | 0        |
| Copa FIFA Confederaciones 1995         | Absoluta  | Arabia Saudita  | Tercer lugar     | 0        |
| Copa USA 1995                          | Absoluta  | Estados Unidos  | Tercer lugar     | 1        |
| Total                                  | –         | –               | –                | 6        |

### Partidos con la Selección
| # | Fecha               | Rival          | Sede             | Estadio                            | Resultado | Competición   |
| - | ------------------- | -------------- | ---------------- | ---------------------------------- | --------- | ------------- |
| 1 | 29 de marzo de 1988 | El Salvador    | Ciudad de México | Estadio Azulgrana                  | 8 - 0     | Amistoso      |
| 2 | 12 de abril de 1988 | Canadá         | Vancouver        | Estadio BC Place                   | 0 - 1     | Amistoso      |
| 3 | 26 de abril de 1988 | Honduras       | Ciudad Victoria  | Estadio Marte R. Gómez             | 4 - 1     | Amistoso      |
| 4 | 18 de junio de 1995 | Estados Unidos | Washington D. C. | Robert F. Kennedy Memorial Stadium | 0 - 4     | Copa USA 1995 |